# Bucéels
Bucéels település Franciaországban, Calvados megyében. Lakosainak száma 450 fő (2022. január 1.). Bucéels Audrieu, Chouain, Juaye-Mondaye, Lingèvres és Tilly-sur-Seulles községekkel határos.

## Népesség
A település népességének változása:
| Lakosok száma | 147  | 225  | 357  | 386  | 360  | 373  | 397  | 438  | 437  | 450  |
|               | 1968 | 1982 | 1990 | 2006 | 2013 | 2015 | 2017 | 2019 | 2020 | 2022 |